# High Rolls
High Rolls è un census-designated place (CDP) degli Stati Uniti d'America della contea di Otero nello Stato del Nuovo Messico. La popolazione era di 834 abitanti al censimento del 2010.

## Geografia fisica
Secondo lo United States Census Bureau, il CDP ha una superficie totale di 39,94 km², dei quali 39,92 km² di territorio e 0,02 km² di acque interne (0,05% del totale).

## Società

### Evoluzione demografica
Secondo il censimento del 2010, la popolazione era di 834 abitanti.

### Etnie e minoranze straniere
Secondo il censimento del 2010, la composizione etnica del CDP era formata dal 91,49% di bianchi, lo 0,48% di afroamericani, lo 0,36% di nativi americani, lo 0,48% di asiatici, lo 0,24% di oceanici, il 3,12% di altre razze, e il 3,84% di due o più etnie. Ispanici o latinos di qualunque razza erano il 13,67% della popolazione.